# Nationales Schwimmzentrum Peking
Das Nationale Schwimmzentrum, auch als Water Cube (deutsch Wasserwürfel) bezeichnet, war die Wettkampfstätte für die Wettbewerbe im Schwimmsport, Kunst- und Turmspringen, sowie Synchronschwimmen bei den Olympischen Sommerspielen 2008 in der chinesischen Hauptstadt Peking. Zu den Olympischen Winterspielen 2022 wurde das umgebaute Schwimmzentrum für die Curling-Turniere genutzt und Ice Cube (deutsch Eiswürfel) genannt. Im Februar 2024 ernannte der internationale Verband World Aquatics Peking zum Ausrichter der Schwimmweltmeisterschaften im Jahr 2029. Der Water Cube ist als nationales Schwimmzentrum ein möglicher Austragungsort.

## Architektur und Konstruktion
Im Juli 2003 gewannen das Architekturunternehmen PTW Architects und das Ingenieurbüro Arup den Wettbewerb zum Bau des olympisch-nationalen Schwimmcenters, sie setzten sich dabei gegen 18 weitere Teilnehmer durch. Verantwortlicher Ingenieur war Tristram Carfrae. Die beiden australischen Unternehmen entwarfen die Wettkampfstätte dabei zusammen mit chinesischen Partnern. Arup und PTW arbeiteten zuvor bereits am Wassersportzentrum der Olympischen Sommerspiele 2000 in Sydney.
2009 erhielt The Watercube den IOC/IAKS Award in Gold den einzigen internationalen Architekturpreis für bereits im Betrieb bewährte Sport- und Freizeitbauten (Neubauten, Erweiterungen oder Modernisierungen). 2009 erhielt Arup dafür den MacRobert Award.
Das Gerüst des Schwimmzentrums basiert auf einer Leichtbaukonstruktion. Eine Reihe unregelmäßiger Waben bilden ein extrem leichtes und mehrere Meter dickes Raumfachwerk, dessen ungewöhnliches geometrisches Design von der Struktur von Seifenschaum inspiriert ist und technisch auf der Weaire-Phelan-Struktur basiert. Die einzelnen Waben der Außenhaut und des Daches wurden mit über 3500 Folienelementen aus hellblauer ETFE-Folie, vergleichbar der Allianz Arena in München, bestückt, auf die Videos projiziert werden können. Neben dem medialen Zweck dient die plastische Hülle dabei auch der passiven Nutzung der Sonneneinstrahlung auf das Gebäude. Neunzig Prozent der einfallenden Sonnenenergie kann zum Heizen der Wasserbecken und der Innenräume genutzt werden.

## Standort
Die olympische Schwimmhalle belegt den westlichen Teil des Olympic Green, 150 m westlich vom Nationalstadion Peking (Olympiastadion „Vogelnest“), mit einer Fläche von etwa 70.800 m². Das Olympic Green befindet sich nördlich des Stadtzentrums von Peking und wird von 760 ha neuangelegtem Park umgeben. Alle Schauplätze befinden sich im Grünen, nahe dem olympischen Dorf.

## Nutzung
Neben mehreren Schwimmbecken sind auf insgesamt 70.000 m² Nutzfläche eine Eiskunstlaufbahn, eine Sporthalle, ein Kino und verschiedene Clubs untergebracht. Seit dem Ende der Olympischen Spiele wird der „Water Cube“ als Freizeitzentrum („Spaßbad“) genutzt, während das Wettkampfbecken für den Leistungssport vorbehalten bleibt. Trotz hoher Eintrittspreise ist die Nachfrage höher als das Besuchermaximum von täglich 2500 Gästen.

## „Nachbauten“
Die Fassade des Water Cube wurde so berühmt, dass sie „nachgebaut“ wurde, so beim Casino Oceanus am Fährterminal in Macau, das im Dezember 2009 eröffnet wurde. Der Architekt Paul Steelman kopierte bei dem Casino sowohl die Fassade als auch die kubische Form des Water Cube.
Beim gemeinsamen Neubau für das Melbourne Recital Centre und das MTC Theatre in Melbourne, Australien (Entwurf von ARM – Ashton Raggatt MacDougall) wurde ein Teil der Fassade in einer ähnlichen schiefen Wabenstruktur wie der des Water Cube gestaltet. Die Felder wurden hier allerdings mit Glas ausgefüllt.

## Bildergalerie

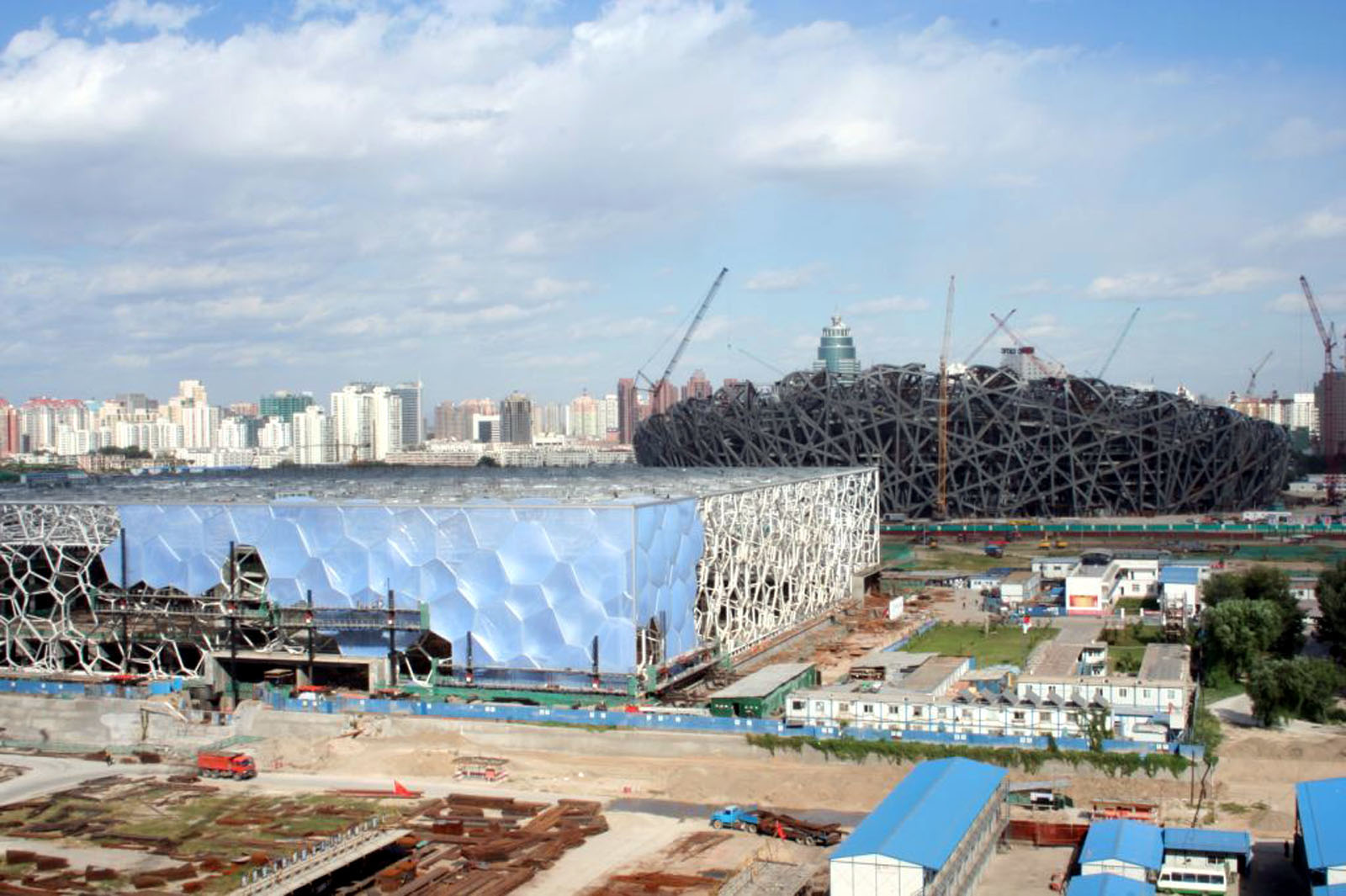
Vor der Fertigstellung – die 3D-Fachwerksstruktur ist gut erkennbar (hinten das „Vogelnest“)
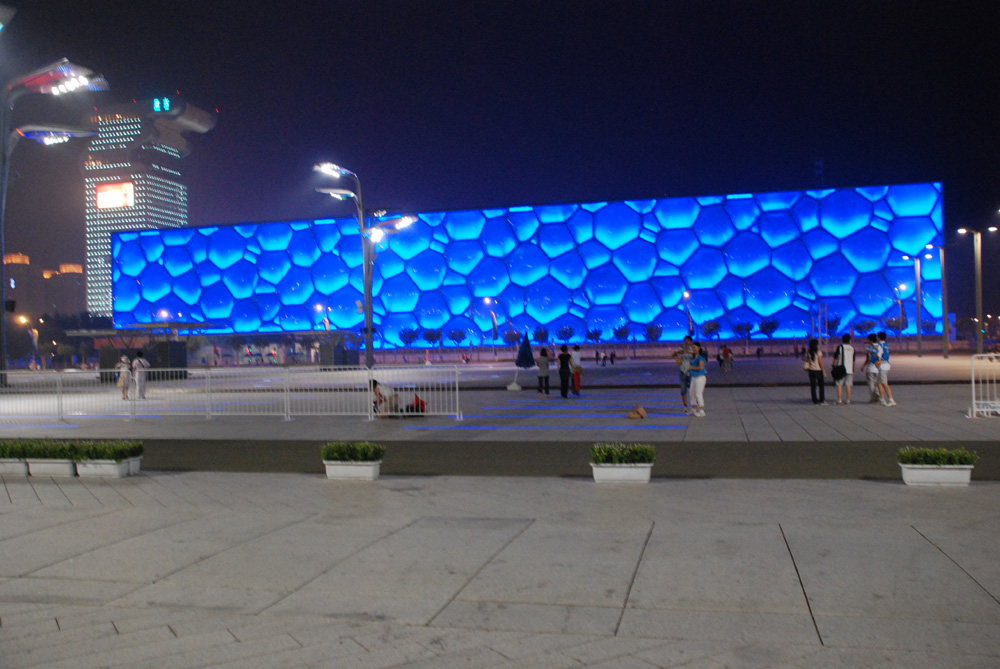
Beleuchtung bei Nacht

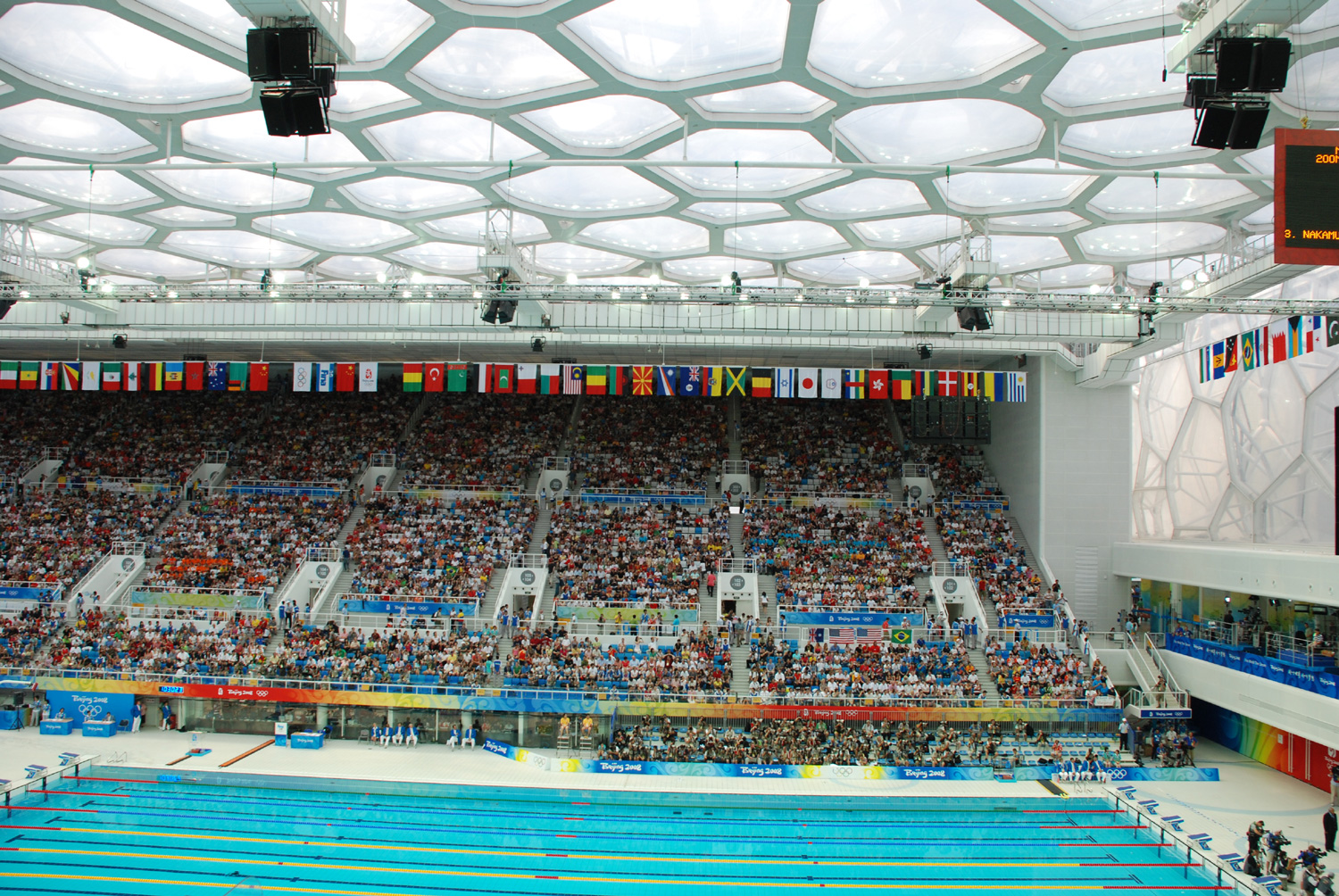
Innenansicht
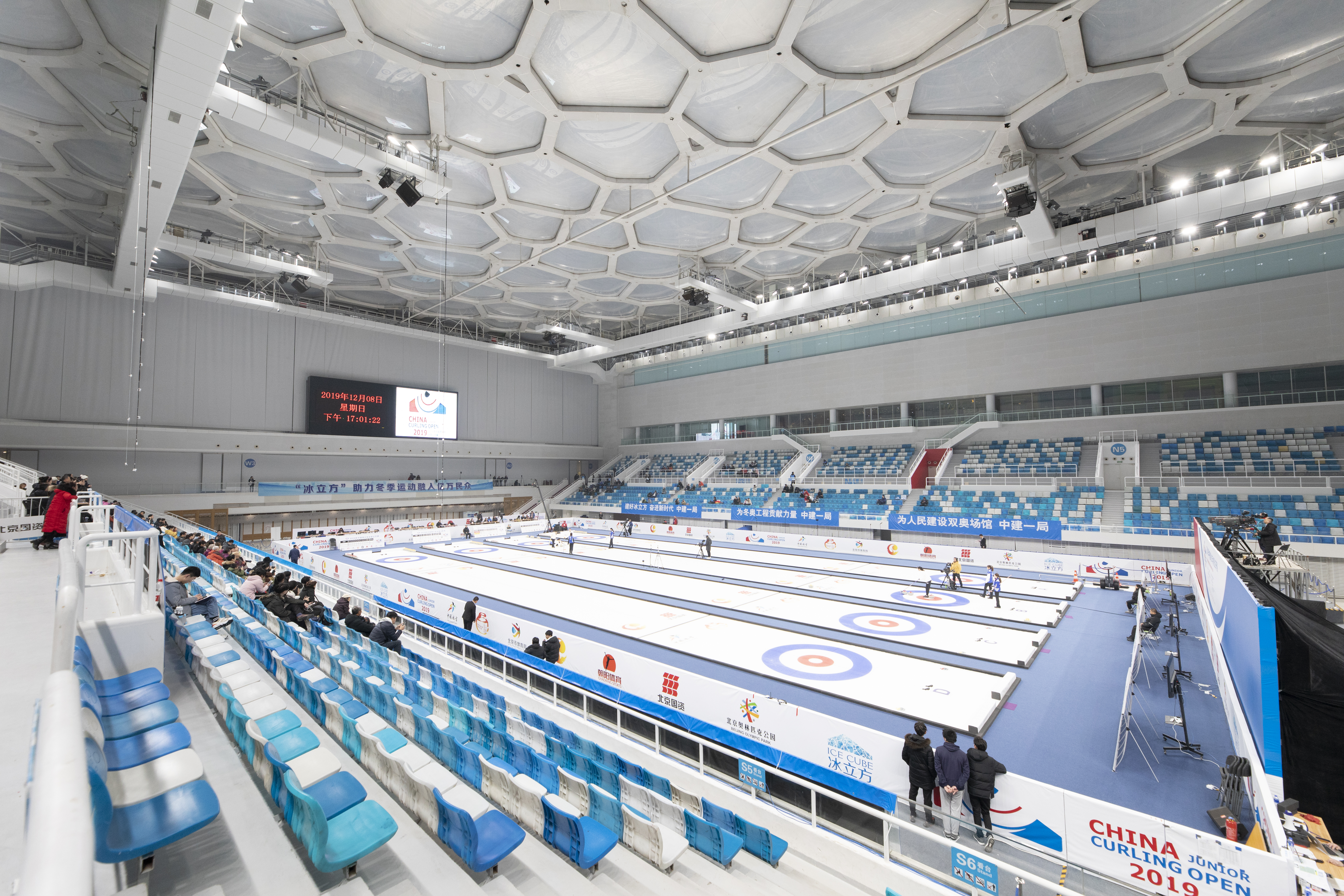
Nach dem Umbau zum „Ice Cube“ für die Olympischen Winterspiele 2022